# Kšice
Kšice (německy Kscheutz) jsou obec v okrese Tachov v Plzeňském kraji. Leží šest kilometrů severně od Stříbra. Žije zde 241 obyvatel.

## Historie
První písemná zmínka o obci pochází z roku 1369. Tak jako v celém důlním revíru kolem Stříbra se i v Kšici dolovalo stříbro a olovo. Poslední důl při silnici do Únehle byl uzavřen koncem 19. století.

## Obyvatelstvo
| Rok            | 1869 | 1880 | 1890 | 1900 | 1910 | 1921 | 1930 | 1950 | 1961 | 1970 | 1980 | 1991 | 2001 | 2011 | 2021 |
| -------------- | ---- | ---- | ---- | ---- | ---- | ---- | ---- | ---- | ---- | ---- | ---- | ---- | ---- | ---- | ---- |
| Počet obyvatel | 568  | 679  | 635  | 625  | 669  | 629  | 553  | 338  | 298  | 284  | 215  | 192  | 184  | 189  | 220  |
| Počet domů     | 93   | 104  | 107  | 116  | 117  | 120  | 121  | 103  | 73   | 70   | 62   | 69   | 71   | 78   | 84   |

## Obecní správa
Mezi lety 1850–1980 byly Kšice obcí v okrese Stříbro (1869–1950) a později v okrese Tachov. Od 1. července 1980 do 31. prosince 1991 patřily jako část města k Stříbru a od 1. ledna 1992 jsou opět samostatnou obcí.

### Části obce
- Kšice
- Lomnička

V letech 1960–1980 k obci patřily i Únehle.

### Obecní symboly
Znak a vlajka byly obci uděleny rozhodnutím předsedy Poslanecké sněmovny Parlamentu České republiky dne 6. ledna 2021.

## Pamětihodnosti
- Kostel Nanebevzetí Panny Marie, barokní jednolodní obdélná stavba z roku 1716 s polygonálním závěrem a hranolovou věží na severní straně. Kostel po druhé světové válce silně zpustnul[8] a původní barokové zařízení bylo zčásti poničeno a rozkradeno. Po roce 1990 začaly práce na jeho obnově.
- Mohylník Na žalostném, archeologické naleziště
- Mohylník Čertův kámen, archeologické naleziště
- Mohylník Stelka, archeologické naleziště

## Galerie

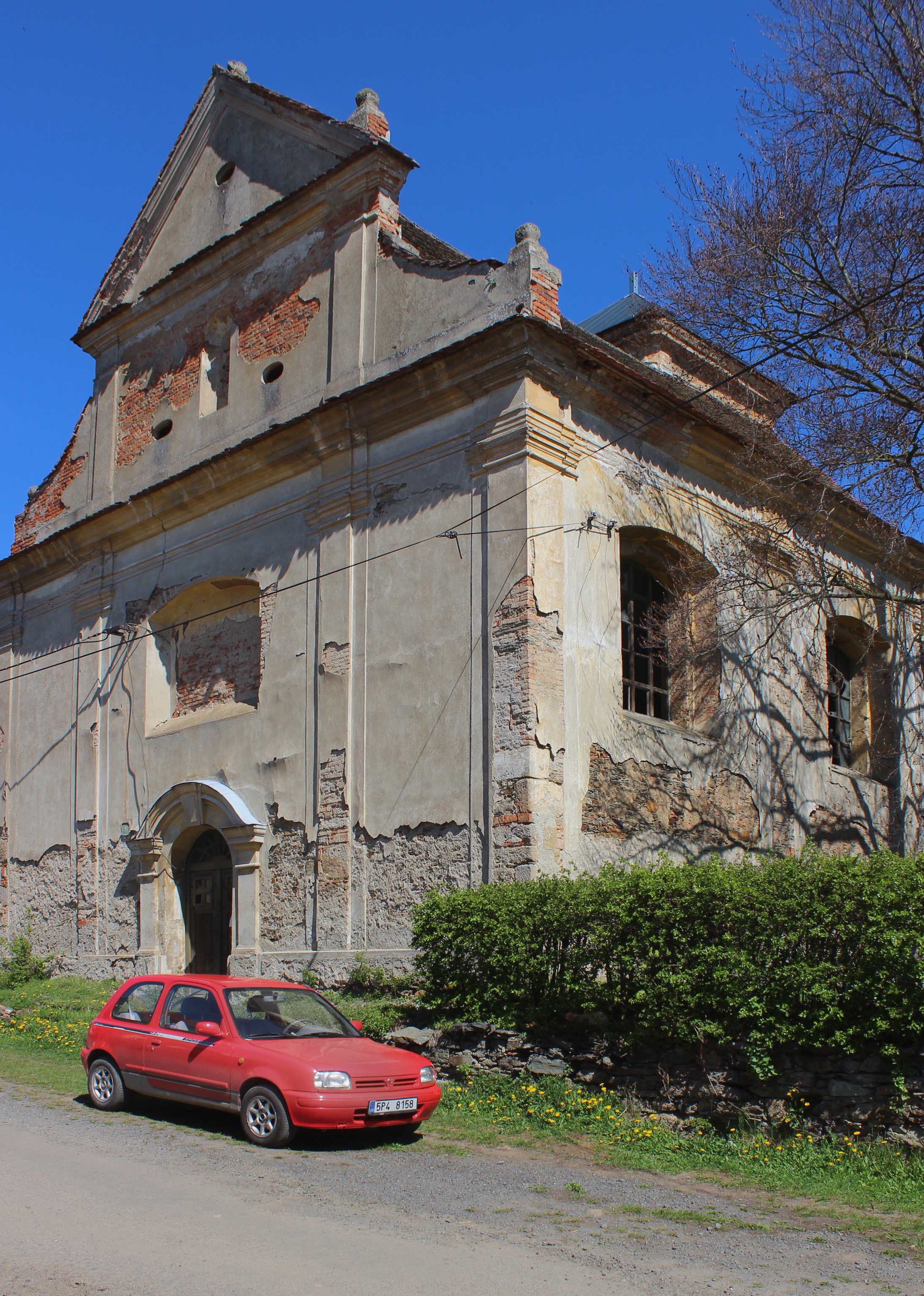
Kostel Nanebevzetí Panny Marie
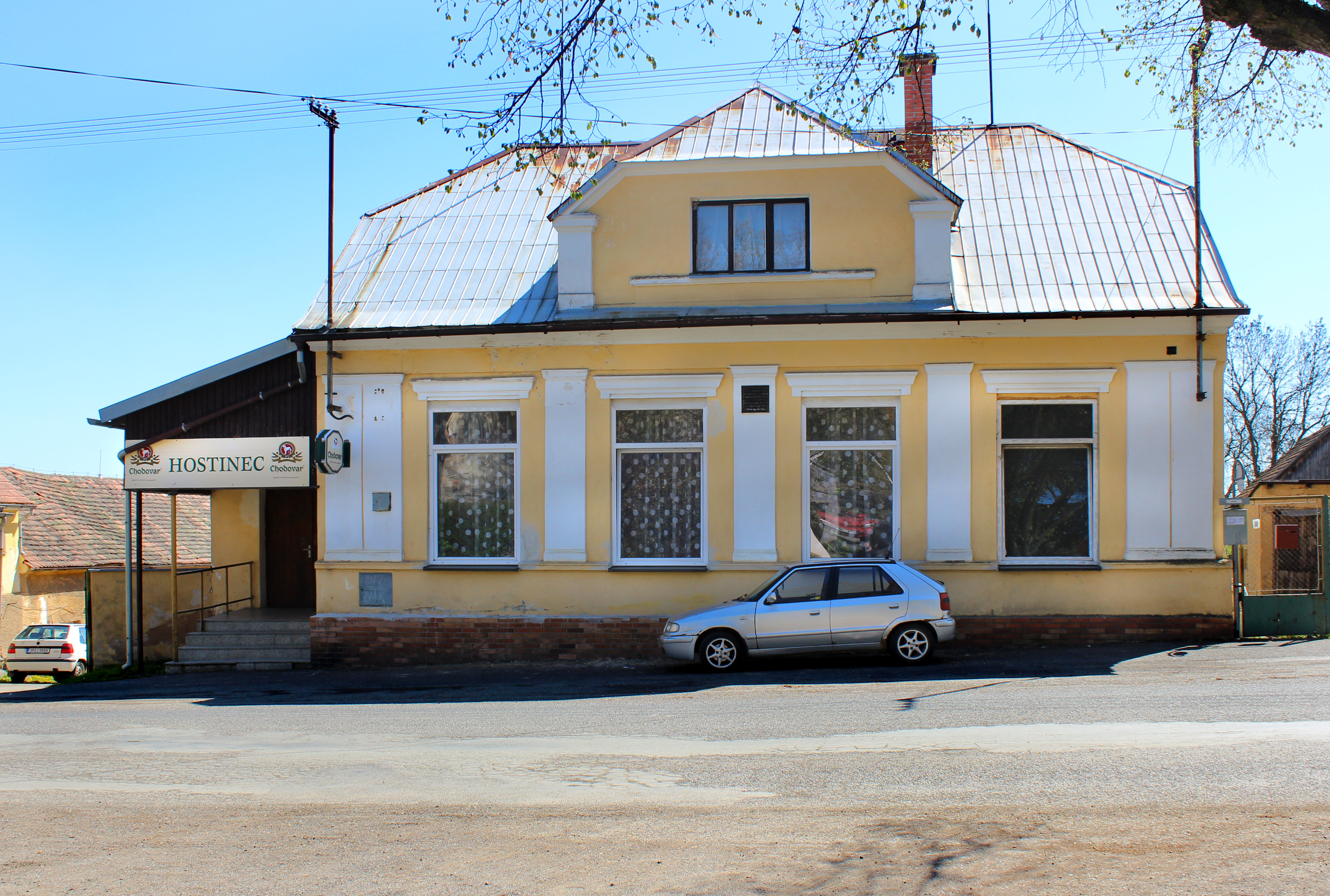
Hospoda
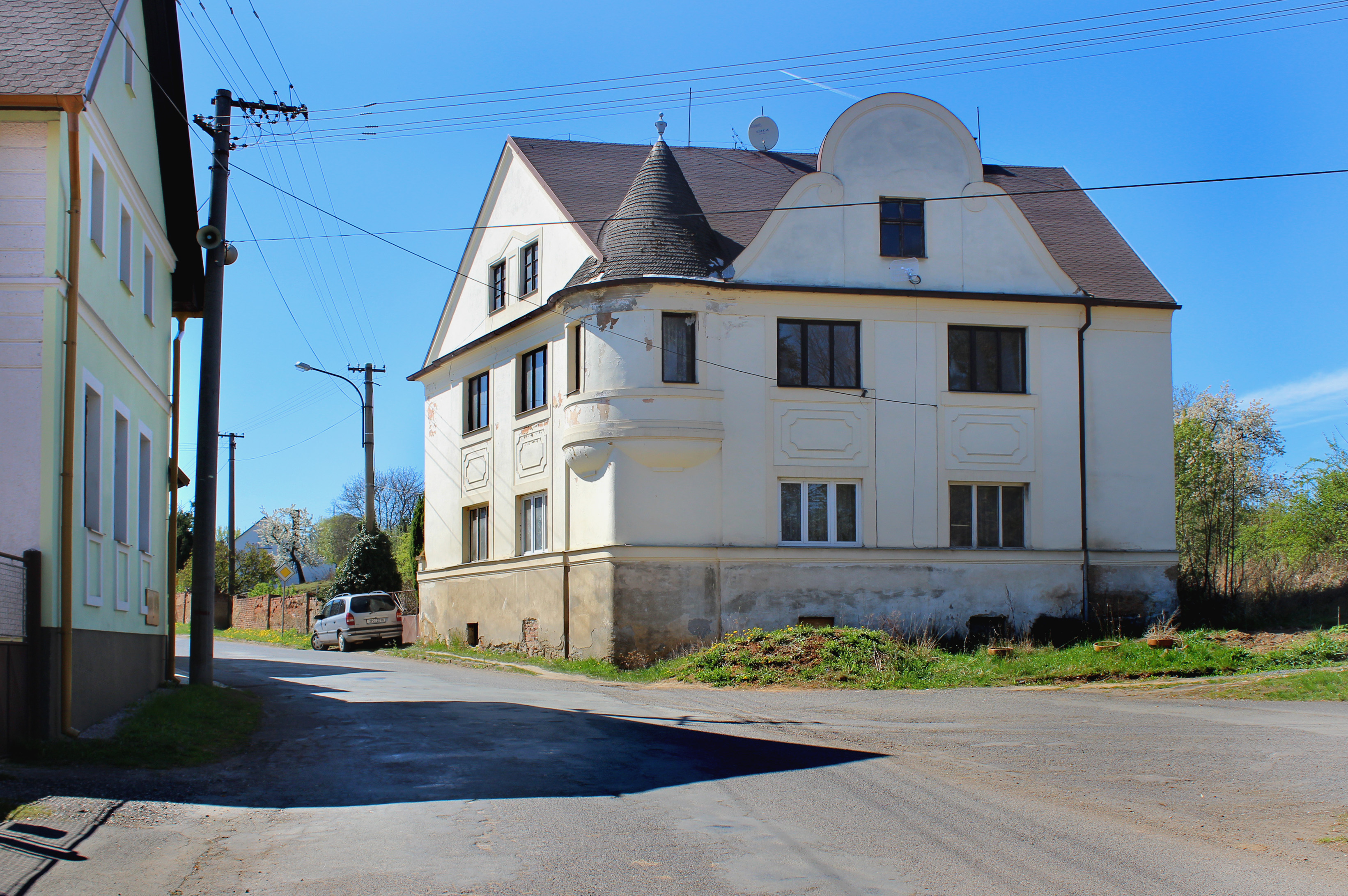
Domy u silnice na Stříbro